# Thomas Gibson
Thomas Ellis Gibson (Charleston, Carolina del Sur, 3 de julio de 1962) es un actor y director estadounidense. Dentro de sus interpretaciones más significativas, están Chicago Hope, Dharma & Greg y Mentes criminales.
El 12 de agosto de 2016, Thomas Gibson fue despedido de la serie Mentes criminales después de que le hubiera dado una patada al guionista y productor Virgin Williams en el set.
Gibson ya había tenido otro altercado anteriormente en el 2010 cuando empujó a un ayudante de dirección. En el 2013, Gibson también fue detenido por conducir bajo los efectos del alcohol. Tras una investigación interna, ABC Studios y CBS Television Studios, tomaron en cuenta esos tres episodios polémicos que había tenido Gibson y decidieron despedirlo.

## Filmografía

### Películas
| Año  | Título                             | Personaje                         | Notas                    |
| ---- | ---------------------------------- | --------------------------------- | ------------------------ |
| 1988 | Lincoln                            | William Sprague                   | Película para Televisión |
| 1992 | Far and Away                       | Stephen Chase                     |                          |
| 1993 | Love and Human Remains             | David                             |                          |
| 1993 | The Age of Innocence               | Actor en escenario                |                          |
| 1994 | Barcelona                          | Dickie Taylor                     |                          |
| 1994 | Men of War                         | Warren                            |                          |
| 1994 | Sleep with Me                      | Nigel                             |                          |
| 1995 | Secrets                            | Hailus Tuckman                    | Película para Televisión |
| 1996 | Night Visitors                     | Ross Williams                     | Película para Televisión |
| 1996 | To Love, Honor and Deceive         | Matthew Carpenter/Stuart Buchanan | Película para Televisión |
| 1997 | The Inheritance                    | James Percy                       | Película para Televisión |
| 1997 | The Devil's Child                  | Alexander Rotha                   | Película para Televisión |
| 1997 | The Next Step                      | Bartender                         |                          |
| 1997 | Dharma y Greg                      | Greg Mongonery                    | Pareja de Dharma         |
| 1998 | Nightmare Street                   | Dr. Matt Westbrook/Joe Barnes     | Película para Televisión |
| 1999 | Eyes Wide Shut                     | Carl                              |                          |
| 2000 | Psycho Beach Party                 | Kanaka                            |                          |
| 2000 | The Flintstones in Viva Rock Vegas | Chip Rockefeller                  |                          |
| 2000 | Stardom                            | Renny Ohayon                      |                          |
| 2001 | Jack the Dog                       | Abogado de Faith                  |                          |
| 2001 | The Lost Empire                    | Nicholas Orton                    | Película para Televisión |
| 2003 | Brush with Fate                    | Richard                           | Película para Televisión |
| 2003 | Evil Never Dies                    | Detective Mark Ryan               | Película para Televisión |
| 2003 | Manhood                            | Abogado de Faith                  |                          |
| 2004 | Raising Waylon                     | Reg                               | Película para Televisión |
| 2004 | Day of Destruction                 | Mitch Benson                      | Película para Televisión |
| 2005 | Come Away Home                     | Gary                              |                          |
| 2005 | Berkeley                           | Thomas                            |                          |
| 2006 | In from the Night                  | Aiden Byrnes                      | Película para Televisión |
| 2007 | I'll Believe You                   | Kyle Sweeney                      |                          |
| 2014 | Son of Batman                      | Slade Wilson (Deathstroke)        | Voz                      |

### Televisión
| Año       | Título                                | Personaje            | Notas                                            |
| --------- | ------------------------------------- | -------------------- | ------------------------------------------------ |
| 1987      | Leg Work                              | Robbie               | Episodio: «Todo Esto y Una Carta Dorada También» |
| 1987      | Guiding Light                         | Peter Latham         |                                                  |
| 1988–1990 | As the World Turns                    | Derek Mason          |                                                  |
| 1990      | The Kennedys of Massachusetts         | Peter Fitzwilliam    | Miniserie                                        |
| 1990      | Another World                         | Sam Fowler           |                                                  |
| 1993      | Tales of the City                     | Beauchamp Day        | Miniserie                                        |
| 1994–1997 | Chicago Hope                          | Daniel Nyland        | 70 episodios - Papel Principal                   |
| 1996      | Caroline in the City                  | Willard Stevens      | Episodio: «Caroline y el Chico Judío Lindo»      |
| 1996      | The Real Adventures of Jonny Quest    | Paul Mornay          | Voz en el episodio «Fantasma Quest»              |
| 1997–2002 | Dharma & Greg                         | Greg Montgomery      | 119 episodios - Papel Principal                  |
| 1998      | More Tales of the City                | Beauchamp Talbot Day | Miniserie                                        |
| 1998      | Penn and Teller: Sin City Spectacular | Invitado             | Episodio: «1.6»                                  |
| 1998      | A Will of Their Own                   | James MacLaren       | Episodio: «1.1»                                  |
| 2005–2016 | Mentes criminales                     | Aaron Hotchner       | 255 episodios - Papel Principal                  |
| 2011      | Two and a Half Men                    | Greg                 | Episodio: «Nice to Meet You, Walden Schmidt»     |
| 2015      | Hot in Cleveland                      | Tom                  | Episodios: «Vegas Baby» y «I Hate Goodbyes»      |

### Director
| Años      | Título            | Episodios                                            | Notas                 |
| --------- | ----------------- | ---------------------------------------------------- | --------------------- |
| 2001-2002 | Dharma and Greg   | «The Story of K» y «A Fish Tale»                     | Temporadas 4 y 5.     |
| 2013-2015 | Mentes criminales | «All That Remains», «Gabby», «Boxed In» y «Lockdown» | Temporadas 8, 9 y 10. |